# Saint-Sauveur-Marville
Saint-Sauveur-Marville település Franciaországban, Eure-et-Loir megyében. Lakosainak száma 927 fő (2022. január 1.). Saint-Sauveur-Marville Thimert-Gâtelles, Tremblay-les-Villages, Saint-Jean-de-Rebervilliers és Saulnières községekkel határos.

## Népesség
A település népessége az elmúlt években az alábbi módon változott:
| Lakosok száma | 217  | 447  | 640  | 922  | 920  | 920  | 925  | 920  | 923  | 927  |
|               | 1968 | 1982 | 1990 | 2006 | 2013 | 2015 | 2017 | 2019 | 2020 | 2022 |